# Susan Andrews
Susan Andrews (Susan Elizabeth „Sue“ Andrews; * 26. Mai 1971 in Hobart) ist eine ehemalige australische Sprinterin und Mittelstreckenläuferin.

## Karriere
1990 gewann sie in der 4-mal-400-Meter-Staffel bei den Commonwealth Games in Auckland Silber und bei den Juniorenweltmeisterschaften in Plowdiw Gold. Bei den Olympischen Spielen 1992 kam sie mit der australischen 4-mal-400-Meter-Stafette auf den siebten Platz.   
1998 siegte sie mit der australischen 4-mal-400-Meter-Stafette bei den Commonwealth Games in Kuala Lumpur. 1999 holte sie bei den Hallenweltmeisterschaften in Maebashi in der Staffel Silber. Bei den Leichtathletik-Weltmeisterschaften in Sevilla erreichte sie über 400 m das Viertelfinale und belegte mit der australischen 4-mal-400-Meter-Stafette den sechsten Rang.
Bei den Olympischen Spielen 2000 in Sydney schied sie über 800 m im Vorlauf aus. In der 4-mal-400-Meter-Staffel wurde sie im Vorlauf eingesetzt; ohne ihre Beteiligung kam Australien im Finale auf den fünften Platz.

## Bestzeiten
- 400 m: 51,55 s, 14. März 1998, Melbourne
  - Halle: 52,65 s, 5. März 1999, Maebashi
- 800 m: 1:59,8 min, 15. Juli 2000, Perth